# Iwan Kuliczenko
Iwan Iwanowycz Kuliczenko, ukr. Іван Іванович Куліченко (ur. 7 lipca 1955 w Dniepropetrowsku) – ukraiński samorządowiec, od 1999 do 2014 prezydent Dniepropetrowska.

## Życiorys
W 1977 ukończył dniepropietrowski instytut inżynieryjno-budowlany, po czym służył w Armii Radzieckiej. Od 1986 zatrudniony w administracji lokalnej. W 1990 rozpoczął pracę jako wiceprzewodniczący Miejskiego Komitetu Wykonawczego w Dniepropetrowsku, cztery lata później awansował na stanowisko pierwszego zastępcy mera odpowiedzialnego za przemysł, gospodarkę oraz bezpieczeństwo energetyczne.
W 1999 objął obowiązki prezydenta miasta, zastępując na tej funkcji Mykołę Szwecia. Rok później został oficjalnie wybrany na ten urząd. Reelekcję uzyskiwał w latach 2002, 2006 i 2010. Powołano go również na prezesa Stowarzyszenia Miast Ukrainy oraz przewodniczącego ukraińskiej delegacji w Kongresie Władz Lokalnych i Regionalnych Europy.
Od 2010 był członkiem Partii Regionów. W 2014 uzyskał mandat posła do Rady Najwyższej w jednym z okręgów obwodu dniepropetrowskiego, startując jako kandydat Bloku Petra Poroszenki.
Jest żonaty, ma dwie córki. Odznaczony Orderem Za Zasługi I, II i III klasy (2008, 2001, 2000).